# Agia Paraskevi (Macedonia Occidentale)
Agia Paraskevi (in greco Αγία Παρασκευή?) è un ex comune della Grecia nella periferia della Macedonia occidentale di 1.977 abitanti secondo i dati del censimento 2001.
È stato soppresso a seguito della riforma amministrativa, detta Programma Callicrate, in vigore dal gennaio 2011 ed è ora compreso nel comune di Eordea.